# Ceinture de roches vertes de Gwanda
La ceinture de roches vertes de Gwanda (en anglais Gwanda Greenstone Belt) est une ceinture de roches métamorphiques située dans le sud-ouest du Zimbabwe. Elle est considérée comme un exemple typique d'une ceinture de roches vertes, composée de roches volcaniques mafiques et felsiques avec des roches sédimentaires intercalées. Son centre est situé à proximité de la ville de Gwanda. Elle s'étend sur environ 60 km d'est en ouest et sur 15 km du nord au sud. Tandis qu'elle est entourée par des roches granitiques, elle est constituée d'une pile épaisse de roches métamorphiques basaltiques, de roches volcaniques, et de roches sédimentaires intercalées datées à d'environ 2,7 Ga (2,7 milliards d'années).
Les roches sédimentaires appartiennent aux roches vertes supérieures du Groupe de Bulawayan, une formation de couleur verdâtre qui est de nature principalement volcanique. En raison d'une discordance, le Groupe de Bulawayan peut être divisé en ceintures de roches vertes inférieures et supérieures. Les ceintures de roches vertes inférieures appartiendraient à un terrain granitique-volcanique daté à d'environ 2,9 Ga (2,9 milliards d'années). Les ceintures de roches vertes supérieures, étalées sur des km, et le Groupe de Shamvaian qui représentent une séquence complexe de volcanites komatiitiques et tholéiitiques, sont tous deux datés à d'environ 2,7 Ga (2,7 milliards d'années). Le Groupe de Shamvaian peut être également divisé en deux unités lithographiques : le Shamvaian inférieur, constitué de roches sédimentaires volcanoclastiques pyroclastes, et le Shamvaian supérieur, constitué d'une association siliclastique à grains grossiers caractérisée par la présence de débris granitiques. Le Groupe de Shamvaian est développé localement et recouvre de manière discordante les roches vertes supérieures du Groupe de Bulawayan. Le Groupe de Bulawayan présente les roches les plus felsiques vers le haut avec des sédiments chimiques et clastiques intercalés, qui incluent également les formations ferrifères rubanées.